# Lira (La Coruña)
Lira (llamada oficialmente Santa María de Lira) es una parroquia y una aldea española del municipio de Carnota, en la provincia de La Coruña, Galicia.

## Entidades de población
Entidades de población que forman parte de la parroquia:
- Agrobello (Agrovello)
- Carballal (O Carballal)
- Lira
- Miñarzo
- Pazo (O Pazo)
- Portocubelo
- Sestelos
- Sofán
- Teixueira (Teixoeira)

### Parroquia
| Gráfica de evolución demográfica de Lira (parroquia) entre 2000 y 2018 |
|                                                                        |
| Datos según el nomenclátor publicado por el INE.                       |

### Aldea
| Gráfica de evolución demográfica de Lariño (aldea) entre 2000 y 2018 |
|                                                                      |
| Datos según el nomenclátor publicado por el INE.                     |